# Marie Paradis
Marie Paradis (Chamonix, 1778 – 1839) fue la primera mujer que subió al Mont Blanc y es considerada la primera mujer alpinista de la historia.

## Biografía
Paradis era una mujer pobre que vivió en Chamonix en el tiempo del reino de Sardinia. Regentaba un albergue.

## Ascenso al Mont Blanc
El 14 de julio de 1808, en la compañía del guía de montaña Jacques Balmat, fue la primera mujer que subió al Mont Blanc, la montaña más alta de Europa. La expedición acampó en el Magnífico Mulets, y durante el ascenso final Paradis se fatigó y estuvo asistida por sus guías. En la cumbre, Paradis sufrió problemas pulmonares y un agotamiento extremo y hasta pidió que la abandonaran a su suerte, pero fue capaz de recomponerse y marcar un hito del alpinismo femenino y general. Mark Twain considera que se llevó a su novio con ella, detalle no encontrado en otras fuentes. En 1809 escribió su experiencia. Le Brond informó que Paradis hizo fortuna con su logro.
Después de este hito, se la conoció como "Maria de Mont Blanc". En las notas de Charles Edward Matthews en Los Anales de Mont Blanc señala que tras su propio éxito en el ascenso, abrió esperanzas a quienes querían aventurarse a escalar el Mont Blanc.
La segunda mujer que subió al Mont Blanc fue Henriette d'Angeville. Paradis le felicitó por su hazaña. Henriette D’Angeville se llevó el reconocimiento y la gloria de subir al Mont Blanc en 1838 (30 años más tarde de haberlo conseguido Marie Paradis), se le asignó el mérito de ser la primera mujer en hacerlo cuando esto no era cierto, seguramente su origen noble y francés le ayudaron mucho.